# 大津透
大津 透（おおつ とおる、1960年10月9日 - ）は、日本の歴史学者。東京大学教授。日本古代史専攻。
東京都出身。武蔵中学校・高等学校、東京大学卒業。

## 略歴
- 1979年3月 武蔵高等学校卒業[2]
- 1983年3月 東京大学文学部国史学科卒業
- 1987年3月 東京大学大学院人文科学研究科博士課程中退
- 1987年4月 山梨大学教育学部専任講師
- 1990年9月 山梨大学教育学部助教授
- 1994年「律令国家支配構造の研究」で東京大学より博士（文学）の学位を取得[3]
- 1997年 東京大学人文社会系研究科助教授
- 2007年 東京大学人文社会系研究科准教授
- 2010年7月 東京大学人文社会系研究科教授[4]

## 人物
- 律令法や国家財政を研究の中心としている。日本古代の律令制を東アジアの範囲に位置付け、日本固有の部分を明らかにするとともに、古代天皇制の特質を探求している[5]。
- 武蔵中高の同級生に株式会社LIXILグループ取締役 代表執行役社長 兼 CEOの瀬戸欣哉、歴史学者の本郷和人、建築史家で工学院大学理事長になった後藤治、宇宙航空研究開発機構 (JAXA) 宇宙科学研究所長の國中均がいる[2]。

## 著書
- 『律令国家支配構造の研究』（岩波書店） 1993
- 『古代の天皇制』（岩波書店） 1999
- 『日本の歴史 第6巻 道長と宮廷社会』（編集委員、講談社） 2001、のち講談社学術文庫 2009
- 『日唐律令制の財政構造』（岩波書店） 2006
- 『日本古代史を学ぶ』（岩波書店） 2009
- 『天皇の歴史 第1巻 神話から歴史へ』（講談社） 2010、のち講談社学術文庫 2017
- 『律令制とはなにか』（山川出版社、日本史リブレット） 2013
- 『律令国家と隋唐文明』（岩波新書） 2020
- 『藤原道長 摂関期の政治と文化』（山川出版社、日本史リブレット人） 2022

### 共編著
- 『日本の歴史 第8巻 古代天皇制を考える』（講談社） 2001、のち講談社学術文庫 2009
- 『王権を考える』（山川出版社、史学会シンポジウム叢書） 2006
- 『律令制研究入門』（編、名著刊行会、歴史学叢書） 2011